# Tanabe Kazuhiko
Kazuhiko Tanabe (sinh ngày 3 tháng 6 năm 1981) là một cầu thủ bóng đá người Nhật Bản.

## Sự nghiệp câu lạc bộ
Kazuhiko Tanabe đã từng chơi cho Shonan Bellmare và Yokogawa Musashino.